# Deicide (album)
Albums de Deicide
Legion
(1992)
Deicide est le premier véritable album studio du groupe de death metal américain éponyme. L'album est sorti le 25 juin 1990 sous le label Roadrunner Records.
Tous les titres de l'album proviennent des précédentes démos du groupe, excepté les titres Deicide et Mephistopheles.
La plupart des titres de l'album ont pour thème le satanisme et le blasphématoire, mis à part les titres Lunatic of God's Creation et Carnage in the Temple of the Damned, qui parlent respectivement de Charles Manson et de Jim Jones.
Cet album est important dans l'évolution du death metal, principalement pour sa brutalité, entendue peu fréquemment à l'époque, et au chant guttural de Glen Benton.

## Musiciens
- Glen Benton - Chant, Basse
- Brian Hoffman - Guitare
- Eric Hoffman - Guitare
- Steve Asheim - Batterie

## Liste des morceaux
| 1.    | Lunatic of God's Creation           | 2:42 |
| 2.    | Sacrificial Suicide                 | 2:51 |
| 3.    | Oblivious to Evil                   | 2:41 |
| 4.    | Dead by Dawn                        | 3:56 |
| 5.    | Blaspherion                         | 4:15 |
| 6.    | Deicide                             | 4:02 |
| 7.    | Carnage in the Temple of the Damned | 3:33 |
| 8.    | Mephistopheles                      | 3:35 |
| 9.    | Day of Darkness                     | 2:05 |
| 10.   | Crucifixation                       | 3:55 |
| 33:35 |                                     |      |